# 清春芸術村
清春芸術村（きよはるげいじゅつむら）は、山梨県北杜市長坂町に所在する芸術文化複合施設。
清春白樺美術館、安藤忠雄 光の美術館を始めとし、アトリエ、茶室、図書館など複数の施設から開設されている。

## 沿革
清春芸術村及び清春白樺美術館は、武者小路実篤や志賀直哉を始めとする白樺派同人による美術館構想を、親交のあった吉井長三（1930～2016）が私財を投じて実現し、吉井仁実が拡充をしている。
吉井が、旧北巨摩郡長坂町の清春小学校跡地を買い取り、1980年（昭和50年）4月に「清春アートコロニー」（清春荘）、翌年の1981年（昭和56年）4月にアトリエ「ラ・リューシュ」を建設。1983年には建築家 谷口吉生による設計により「清春白樺美術館」が完成。以後も美術館関連施設を増設・移築している。
1986年（昭和61年）には建築家 谷口吉生による設計の「ルオー礼拝堂」開堂。2002年（平成14年）には「白樺図書館」が開館。2006年（平成18年）には建築史家 藤森照信による設計の「茶室 徹」が開堂。2011年（平成23年）には安藤忠雄による設計の「安藤忠雄 光の美術館」が開館。2018年（平成30年）には新素材研究所/杉本博司+榊田倫之による設計のゲストハウス「和心」が竣工。
吉井の依頼により、清春芸術村の基本設計は建築家の谷口吉郎が担当。谷口没後は、息子の吉生が引き継ぎ、清春白樺美術館やルオー礼拝堂、レストラン ラ・パレットの設計を担当した。
現在、公益財団法人清春白樺美術館財団の理事長には吉井仁実（吉井長三の息子）が就いている。

### 吉井長三と小林勇と清春芸術村
岩波書店会長の小林勇と吉井長三の交友は、小林の絵画展「冬青展」の開催を吉井画廊で引き受けて以来のもので、清春芸術村、清春白樺美術館の実現に向けてのよき相談相手でもあった。旧清春小学校校舎がまだ残っている頃に、両人で現地視察した。その際小林は、木造校舎を活用し、特に品川駅の天ぷらそばがうまいので、持ってこようと提案した。すでに実地調査を済ませた建築家の谷口吉郎から、老朽化した校舎の活用は不可能な上、美術館やレストランの配置にいたる具体案が既に示されていた事から、吉井が小林の提案を謝絶すると、小林は激怒して去っていった。
同じ頃、清春芸術村及び美術館建設には、地元の長坂町の町議会議員の一部が頑強に反対しており、吉井も一時はあきらめかけていた。小林は吉井に内緒で一人現地に足を運び、反対派の町議会議員を説得し、吉井に電話でその旨を告げたという。その後、小林が病に倒れてからも、吉井は病床に出向いては芸術村建設の進捗状況を詳細に報告していたが、小林が現地を再訪する事はついに叶わなかった。

## 清春芸術村の他の施設

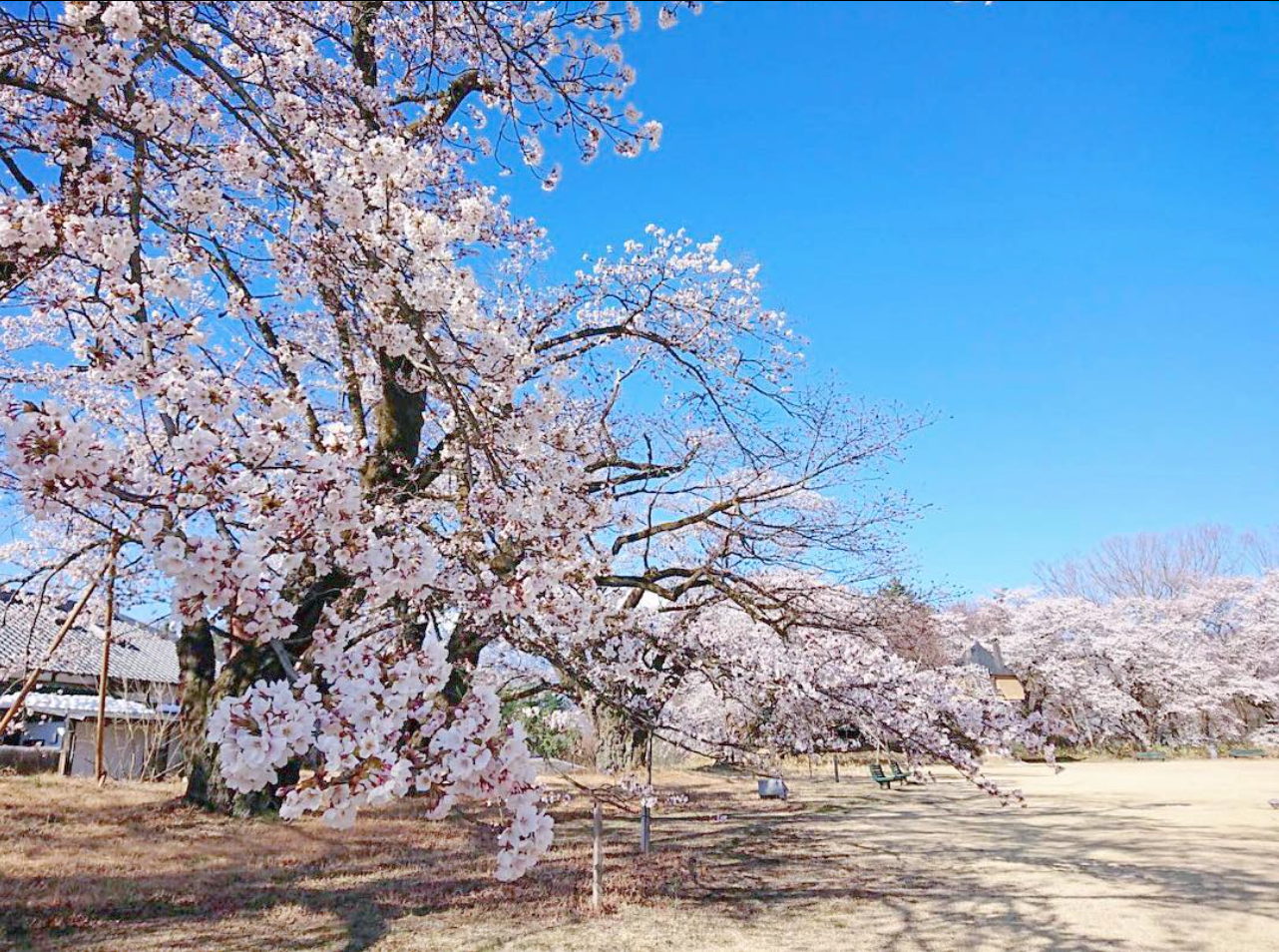
満開のサクラ

1925年（大正14年）の旧清春小学校の校舎落成の記念として植えられた桜の老木が敷地を囲み、春には桜の名所としても知られており、指定名称清春のサクラ群として1966年（昭和41年）5月30日に山梨県の天然記念物に指定されている。
ラ・リューシュ
芸術村の中心となる施設、アトリエ。は、フランスのパリ、モンパルナスのアトリエ、ラ・リューシュ（蜂の巣）を模した物。
ルオー礼拝堂
宗教画家ジョルジュ・ルオーを記念した礼拝堂。ルオーが制作したステンドグラス「ブーケ（花束）」が窓を飾る。祭壇背後の十字架上のキリスト像は、ルオー自身が彩色し毎日祈りを捧げていた実物。次女イザベル・ルオーにより清春芸術村へ寄贈された。
茶室 徹
建築史家 藤森照信の設計によって建設された。屋根の銅板や壁の漆喰を塗る作業は縄文建築団のメンバー、赤瀬川原平、南伸坊、林丈二らが手伝って作り上げた。茶室を支える一本の檜は清春芸術村に植わっていた樹齢80年の木を使っており、高さは地上4m、室内の広さは1.7坪である。
安藤忠雄 光の美術館
安藤忠雄の設計により創設された美術館である。一切の人口照明がなく自然光のみの展示室では、四季や天気、太陽の動きによって刻一刻と変化する光を楽しむことができる。
素透撫 stove
小林勇（清春芸術村建設にも協力した岩波書店元会長）の、鎌倉扇ヶ谷での旧居「冬青庵」を移築したもので、内装は新素材研究所/杉本博司+榊田倫之が手がけている。現在はオーガニック食材を中心とした、フランス料理のレストランとして営業している。
また2021年には東京・築地の旧電通本社ビルにあった彫刻家 志水晴児の作品が素透撫の前庭に設置された。これは旧電通本社ビル解体に伴い彫刻作品も同様に解体処分をされそうになっていたところ、清春芸術村が作品を引き取り保存移設したものである。移築の際に前庭は新素材研究所/杉本博司+榊田倫之によって設計デザインされた。
他の施設には、東京都新宿区市谷より移築した、吉田五十八設計による梅原龍三郎のアトリエがあり、傍らには鎌倉の小林秀雄旧宅より山桜が移植されている。

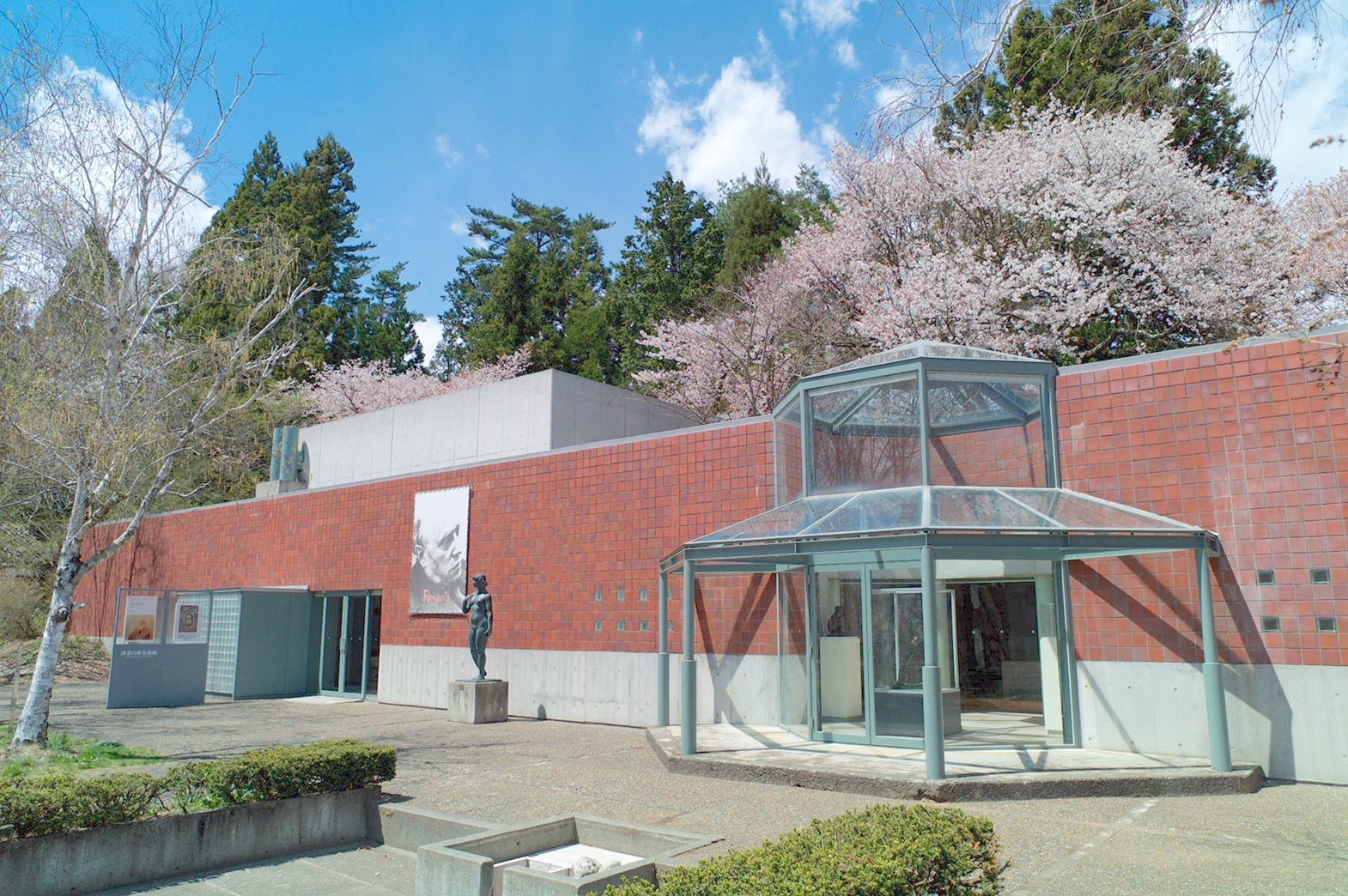
清春白樺美術館
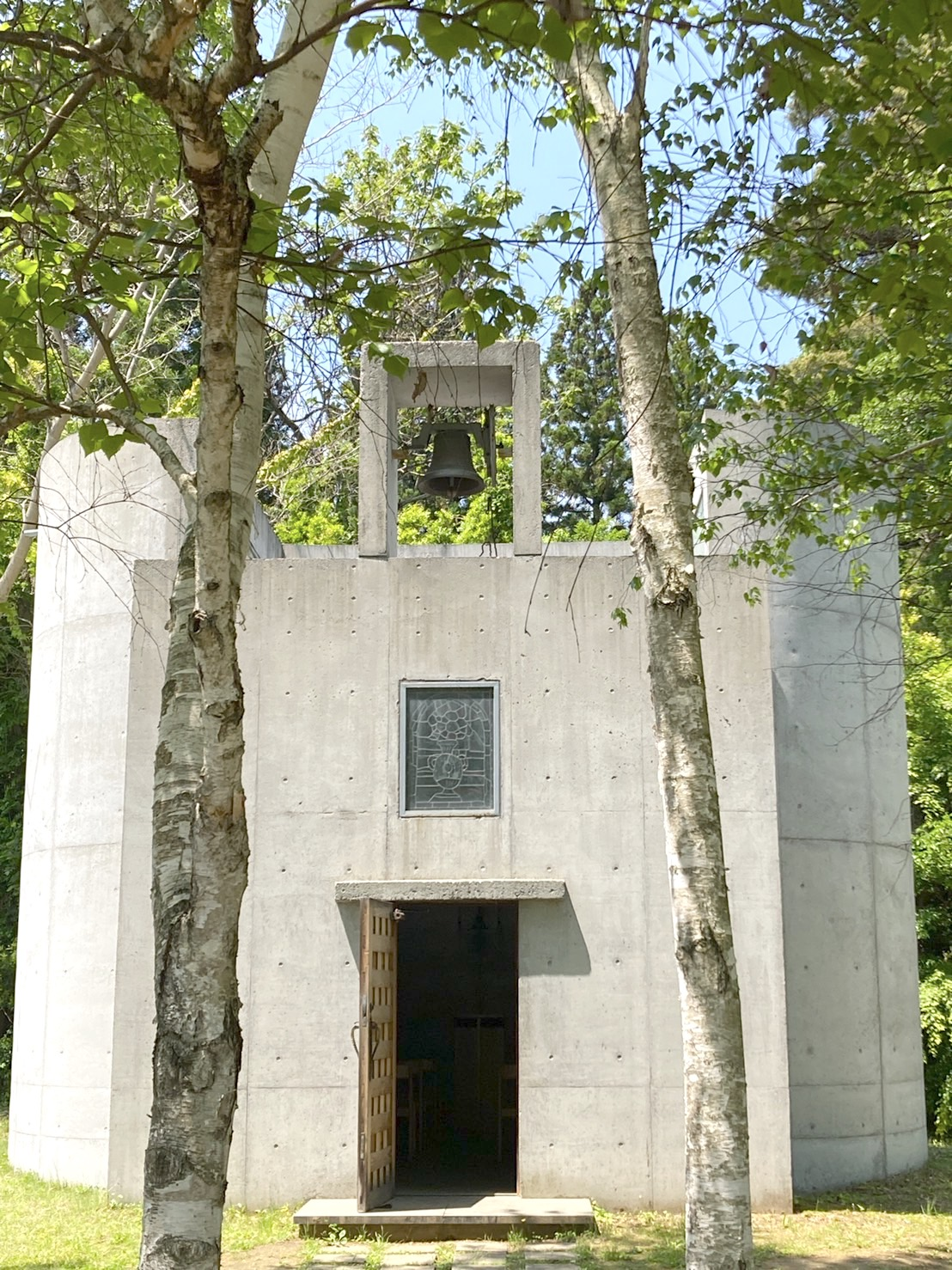
ルオー礼拝堂
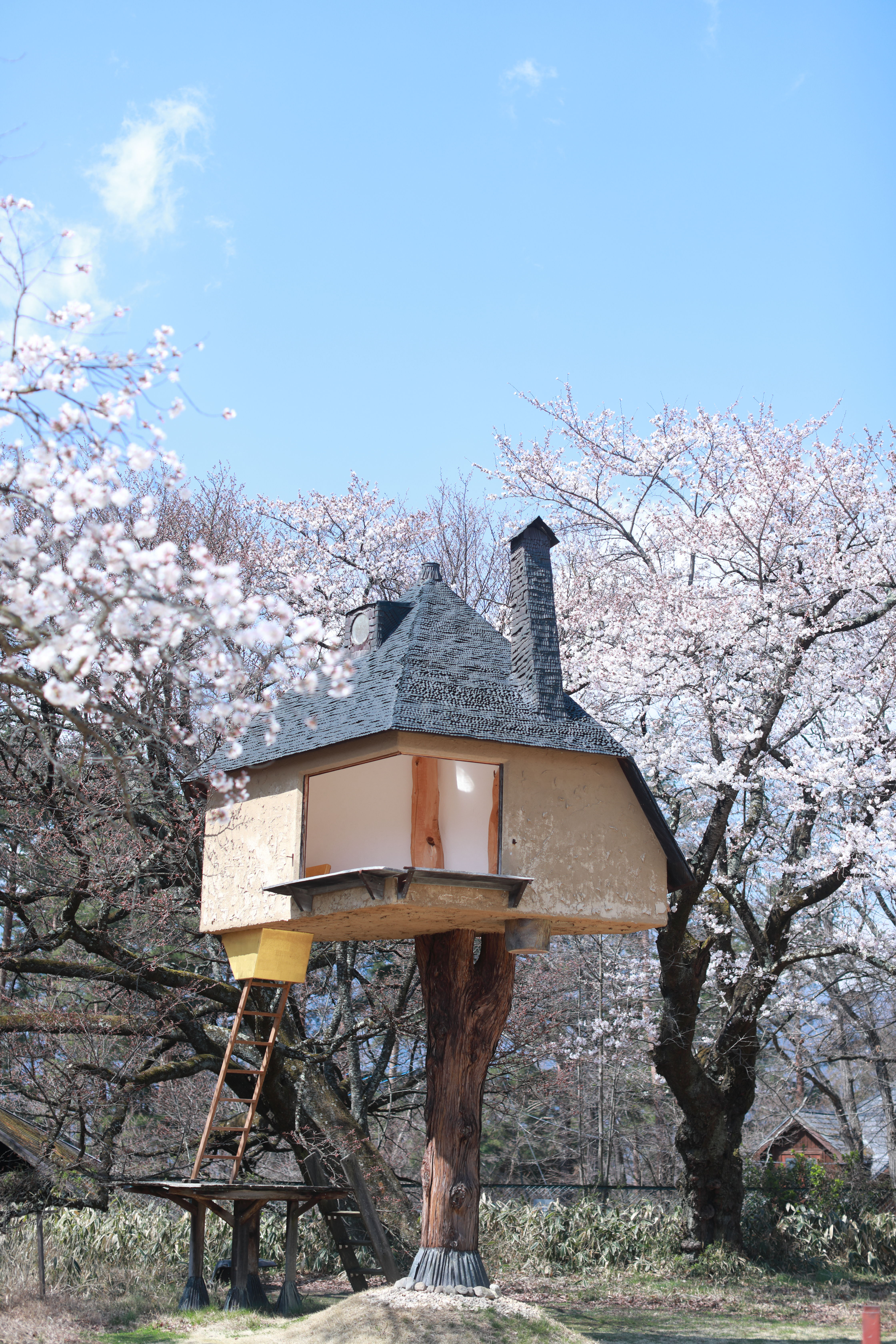
茶室 徹
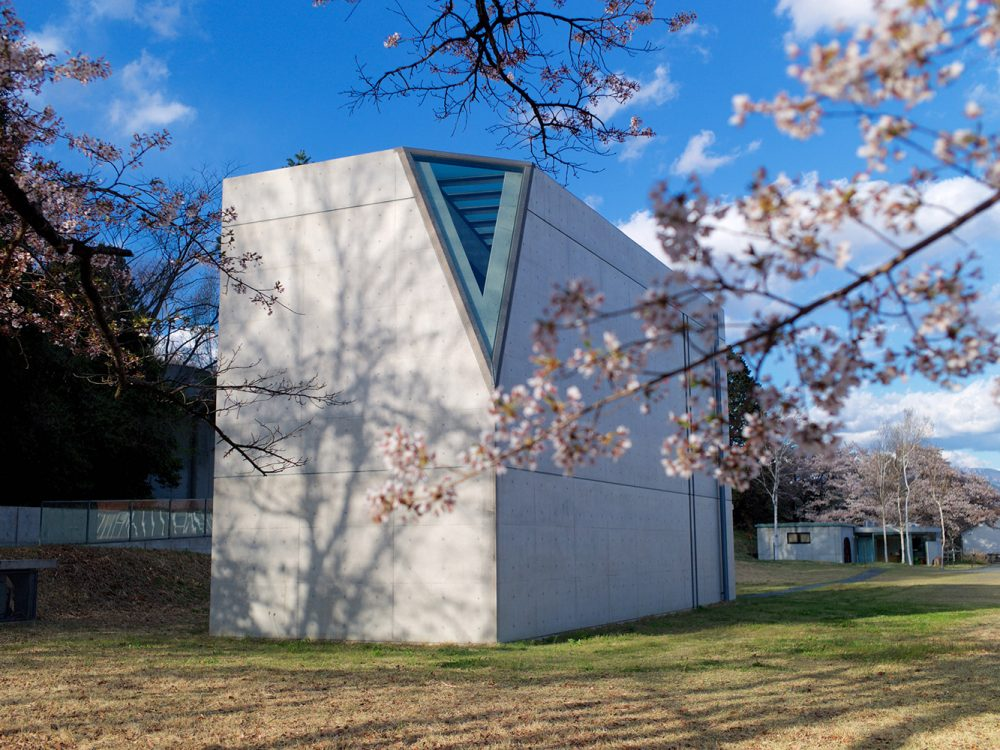
光の美術館
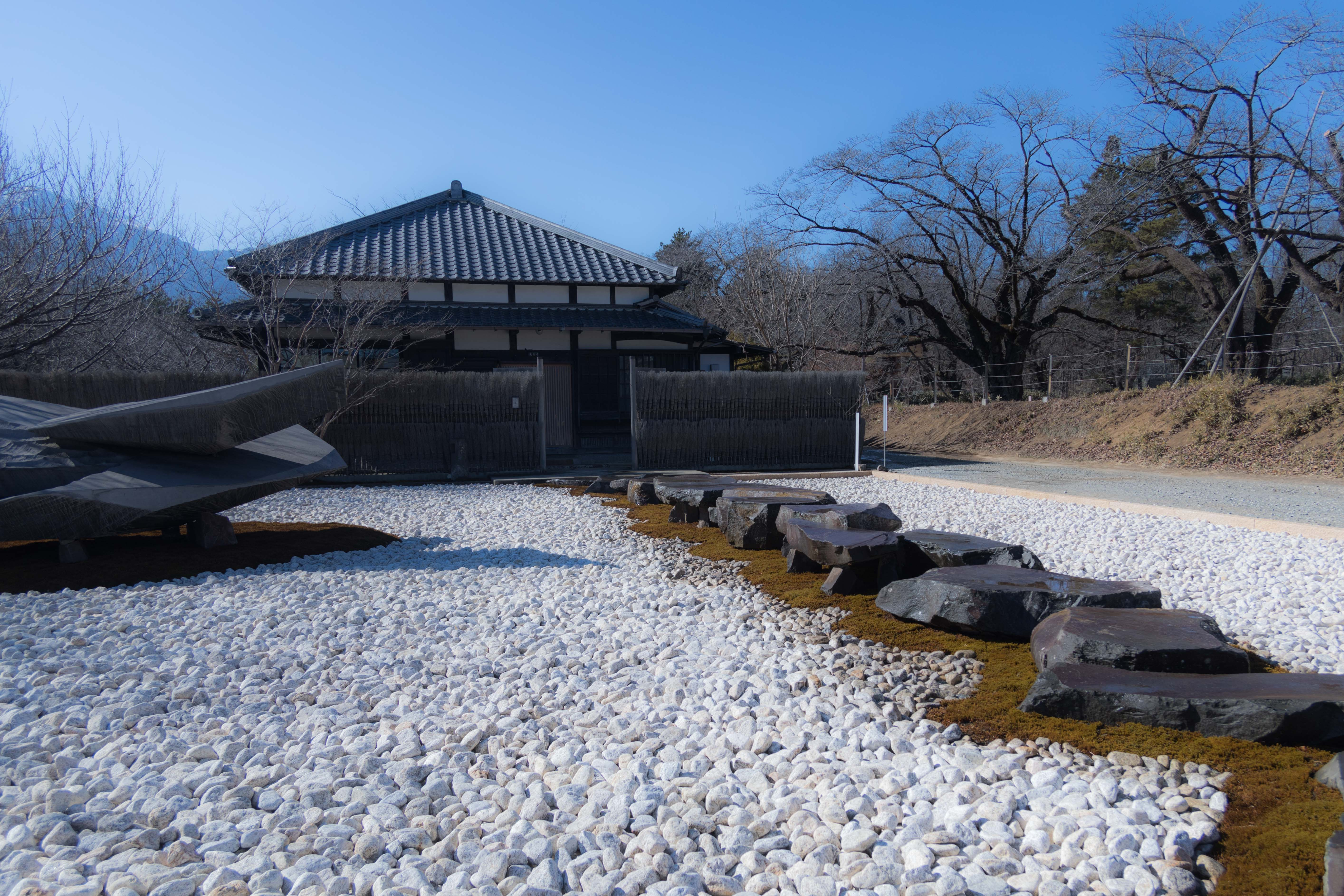
素透撫 stove

## HOKUTO ART PROGRAM
HOKUTO ART PROGRAM（ホクト・アート・プログラム）は、山梨県北杜市で開催される芸術祭。「アート」「建築」「ライブ」「食とお酒」「星空」という要素を一つに溶け合わせることで、観光資源の真価を成長させることをコンセプトにしている。開催数の単位はed.（エディション）。
HOKUTO ART PROGRAM ed.0
- 会期　2020年（令和2年）12月5日
- 主催　HOKUTO ART PROGRAM実行委員会
- 会場　清春芸術村/中村キース・ヘリング美術館/身曾岐神社
- 協力　女神の森セントラルガーデン
- 後援　北杜市
- 助成　文化庁 /観光庁
- 総合ディレクター　吉井仁実

清春芸術村の庭園では、建築家 石上純也による巨大な氷の建築を炎がゆっくりと溶かしていく作品「ソラトツチニキエル」を披露した。
また燃える建築の前ではミュージシャンによるパフォーマンスが行われた。参加ミュージシャンはChara、Maika Loubté、Atsuko Hatano。
その他、真鍋大度、脇田玲、EVERYDAY HOLIDAY SQUAD、WAKUが作品を公開した。

HOKUTO ART PROGRAM ed.1
- 会期　2021年（令和3年）10月30日～12月12日
- 主催　HOKUTO ART PROGRAM実行委員会
- 会場　清春芸術村/中村キース・ヘリング美術館 /平山郁夫シルクロード美術館 / 身曾岐神社 / 女神の森セントラルガーデン
- 後援　北杜市
- 助成　文化庁
- 総合ディレクター　吉井仁実

清春芸術村の庭園では、複数の建築家による「新たなカタチのテント」が展示された。出展作家は、重松象平、島田陽、谷尻誠、永山祐子、長谷川豪、藤村龍至。
安藤忠雄 光の美術館では、田所淳、長谷川愛、藤元翔平、HUMAN AWESOME ERRORによるテクノロジー・バイオ・サイエンスアートが展示された。
ルオー礼拝堂では、映画監督 河瀨直美が映像作品を公開した。
清春白樺美術館では特別企画展「人生で最もすばらしい癒し、それが愛なのだ」が開催され、デヴィッド・ダグラス・ダンカンがパブロ・ピカソを撮影した作品を展示した。
白樺図書館では長場雄による、デザインとアートの境界線を問うインスタレーションが展開された。
茶室 徹を舞台とした茶道宗徧流不審庵11世家元・山田宗徧による映像作品も公開された。

## 山梨国際芸術祭
山梨国際芸術祭（やまなしこくさいげいじゅつさい）は、2023年に初めて山梨県北杜市で開催された芸術祭。第一回目は「ゼノジェンダー 豊かな分断［フォッサマグナ］」というテーマのもと、自然やジェンダーに関わる作品を中心に展示。清春芸術村とGASBON METABOLISMでは音楽イベントも開催された。
山梨国際芸術祭　八ヶ岳アート・エコロジー 2023
- 会期　2023年（令和5年）11月5日〜12月20日
- 主催　山梨国際芸術祭実行委員/公益財団法人 清春芸術村/中村キース・へリング美術館/GASBON METABOLISM
- 会場　清春芸術村/中村キース・ヘリング美術館/GASBON METABOLISM
- 特別協賛　THE NORTH FACE
- 総合ディレクター　吉井仁実
- アーティスティックディレクター　田尾圭一郎/西野愼二郎/守谷拓

清春芸術村では、泉太郎、石川直樹、磯崎隼人、磯村暖、高田冬彦、宮原嵩広、村田美沙、吉野祥太郎、脇田玲、渡辺志桜里＋永山祐子が新たに作品を展示。
中村キース・へリング美術館では、磯崎隼人、磯村暖、山田リサ子が、GASBON METABOLISMでは、加々見太地、SCAN THE WORLD、宮原嵩広、YOSHIROTTENが作品を展示した。
清春芸術村では、本芸術祭の開催に先駆けて、落合陽一による個展《ﾇﾙの共鳴：計算機自然における空性の相互接続》を光の美術館にて開催した。

山梨国際芸術祭　八ヶ岳アート・エコロジー 2023　関連音楽イベント
GASMANBONCHIN_001
- 日時　2023年 11月11日
- 参加アーティスト　kRs /YOSHIROTTEN /Geju

清春芸術村 Music EVENT 1
- 日時　2023年 12月9日
- 参加アーティスト　CHO CO PA CO CHO CO QUIN QUIN/the Hatch

清春芸術村 Music EVENT 2
- 日時　2023年 12月16日
- 参加アーティスト　showmore/東郷清丸卜

## 基本情報
- 開館時間 - 10:00～17:00（入館は16:30まで）
- 休館日 - 月曜日（祝日の場合は翌日）
- 臨時休館や休館日の変更もあるので要確認。
- 入館料 - 常設展示の場合、一般1500円　大学生・高校生1000円、中学生・小学生 無料
- 交通 - JR東日本長坂駅より車5分、長坂ICより車約10分　小淵沢駅、小淵沢ICより車で約15分

清春芸術村　メンバーシップ・プログラム
- サポーター会員　20000円/年
- 法人会員　50000円(1口～)/年
- 白樺美術館・安藤忠雄 光の美術館　入場無料の権利（4名様迄）
- ゲストハウス「和心」見学
- ラ・リューシュの利用の権利
- 白樺図書館の利用
- 藤森照信 設計「茶室 徹」への入室（年に2回迄）
- 吉田五十八 設計「梅原龍三郎 アトリエ」への入室
- 清春白樺美術館・光の美術館 展覧会オープニングパーティご招待
- 清春芸術村での企業名表示（法人会員のみ）

## 脚註
1. ↑  田村祥蔵 2003 「冬青・小林勇と吉井長三」連載 清春桜その21、『清春』33号、清春芸術村『清春』出版部。
2. ↑  “山梨国際芸術祭 八ヶ岳アート・エコロジー2023（清春芸術村、中村キース・ヘリング美術館、身曾岐神社、GASBON METABOLISM）”. 美術手帖. 2025年1月10日閲覧。
3. ↑  “山梨国際芸術祭 YATSUGATAKE ART ECOLOGY 2023”. 山梨国際芸術祭 YATSUGATAKE ART ECOLOGY 2023. 2025年1月10日閲覧。